# 拉烏尼翁 (奧蘭喬省)

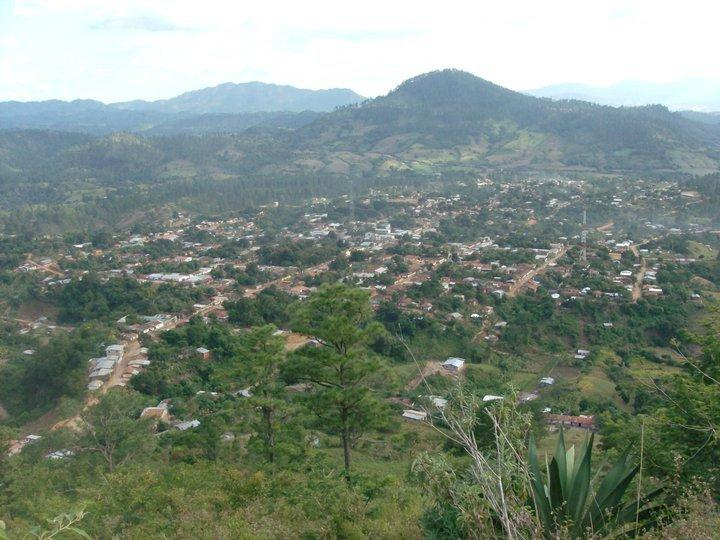

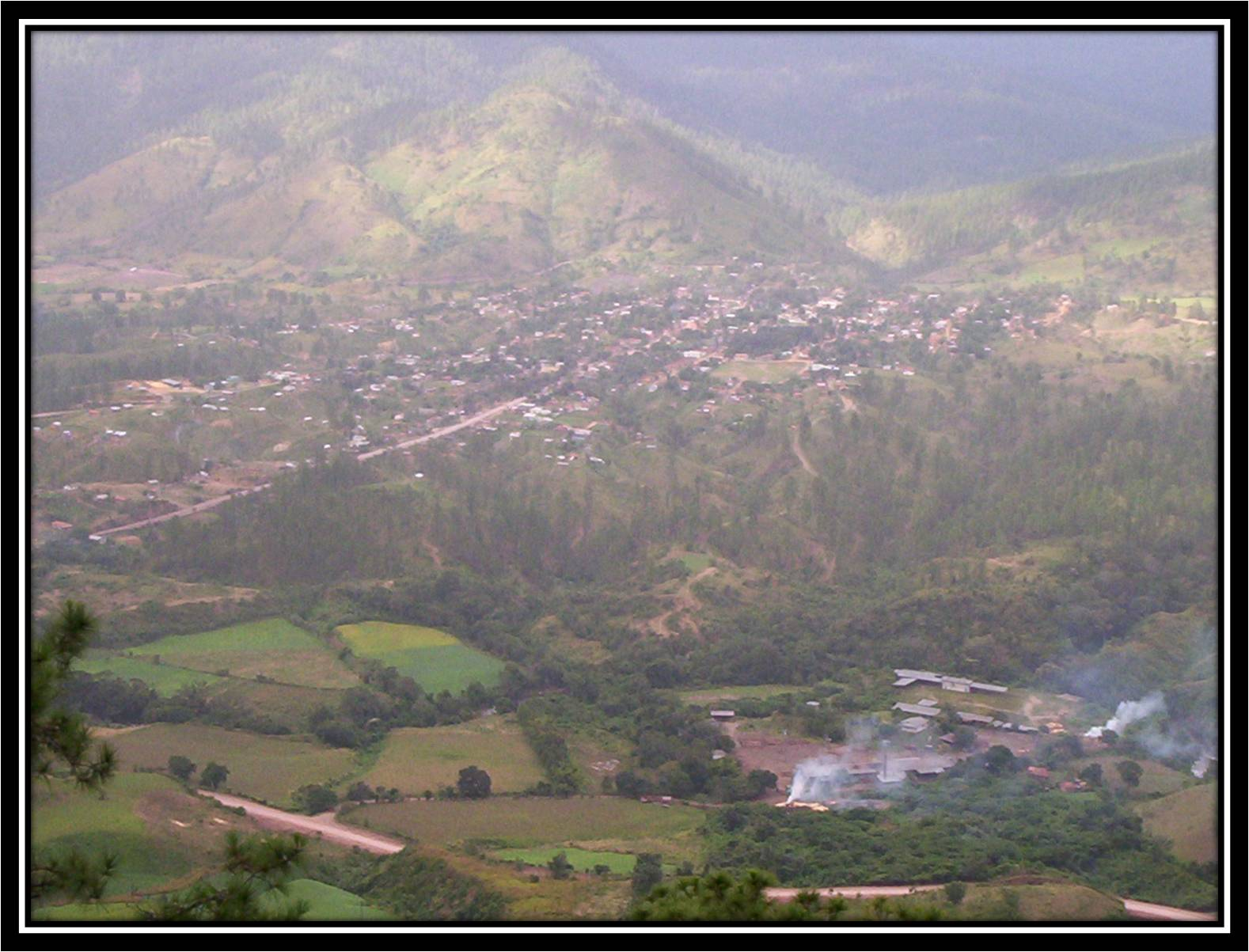

拉烏尼翁（西班牙語：La Unión），是洪都拉斯的城鎮，位於該國西部，由奧蘭喬省負責管轄，始建於1877年，面積556.34平方公里，海拔高度834米，2001年人口6,326，人口密度每平方公里11.37人。
15°2′N 86°43′W / 15.033°N 86.717°W